# Rhian Brewster
Rhian Brewster (Londra, 1º aprile 2000) è un calciatore inglese, attaccante svincolato.

## Caratteristiche tecniche
È un centravanti completo, il suo piede forte è il destro, dotato di ottimo senso del gol e capace di dialogare con i compagni di reparto.Sa calciare bene dal dischetto, inoltre nelle azioni offensive è capace di tirare con entrambi i piedi, ha un buon senso della posizione oltre a saper calciare con potenza. Ha anche una buona velocità e dribbling.

## Carriera

### Club

#### Liverpool e Swansea City
Cresciuto nel settore giovanile del Liverpool, in prima squadra ha giocato solo tre partite ha debuttato il 25 settembre 2019 in occasione dell'incontro di Carabao Cup vinto 2-0 contro il 
MK Dons, disputa poi un match estremamente combattuto contro l'Arsenal che si è concluso per 5-5 ai tempi regolamentari, il Liverpool vince poi per 5-4 ai calci di rigore, Brewster è tra i calciatori che segna dal dischetto, invece nella FA Cup gioca una sola partita, quella vinta per 1-0 contro l'Everton. 
Nel gennaio seguente è stato ceduto allo Swansea City, nel campionato di seconda divisione, realizza un gol battendo il Reading per 4-1, segna una rete anche contro il Wigan e il Sheffield Wednesday vincento per 2-1 entrambi i match, sigla una doppietta prevalendo per 3-0 contro il Middlesbrough, l'ultimo gol lo segna nella sconfitta per 3-1 contro il Brentford, Brewster segna 11 reti in 22 incontri nel campionato. Rientrato alla base per fine prestito, ha giocato i minuti finali della FA Community Shield persa ai rigori contro l'Arsenal.

#### Sheffield Utd
Viene ceduto allo Sheffield Utd per 26 milioni di euro, acquisto più oneroso della storia del suo nuovo club. Ha debuttato in Premier League il 18 ottobre giocando l'ultima mezzora dell'incontro casalingo pareggiato 1-1 contro il Fulham.Segna la sua prima rete con la squadra durante la EFL Cup il 10 agosto 2021 decidendo la vittoria su 1-0 contro il Carlisle United.

### Nazionale
Nel 2016 viene convocato nella Nazionale Under-17 dell'Inghilterra, facendo un'ottima prestazione nelle varie partite amichevoli, segnando un gol nella vittoria per 3-1 contro il Belgio, inoltre segna una tripletta contro la Croazia prevalendo per 5-0 inoltre è autore di una doppietta nella goleada che si è conclusa per 8-1 ai danni della Germania. Conquista l'argento nel Campionato europeo Under-17 che si è tenuto nel 2017 dove Brewster segna due reti battendo per 3-1 la Norvegia oltre a siglare un gol nel match vinto per 4-0 contro l'Ucraina. Sempre nello stesso anno ha conquistato il Campionato mondiale Under-17 con l'Inghilterra U-17, laureandosi capocannoniere della competizione con 8 reti segnate, con un calcio di punizione segna un gol contro il Messico vincendo per 3-2, con tre reti e un assist vincente si conferma con l'uomo partita nel match vinto per 4-1 contro gli Stati Uniti, si ripete nella partita vinta per 3-1 contro il Brasile dove la tripletta di Brewster consegna la vittoria, infine l'ultimo gol lo segna in finale vincendo per 5-2 contro la Spagna.
Ha partecipato agli Europei Under-21 del 2021.

## Statistiche
Statistiche aggiornate al 22 giugno 2021.

### Presenze e reti nei club
| Stagione        | Squadra         | Campionato      | Campionato | Campionato | Coppe nazionali | Coppe nazionali | Coppe nazionali | Coppe continentali | Coppe continentali | Coppe continentali | Altre coppe | Altre coppe | Altre coppe | Totale | Totale | Totale |
| Stagione        | Squadra         | Comp            | Pres       | Reti       | Comp            | Pres            | Reti            | Comp               | Pres               | Reti               | Comp        | Pres        | Reti        | Pres   | Reti   |        |
| --------------- | --------------- | --------------- | ---------- | ---------- | --------------- | --------------- | --------------- | ------------------ | ------------------ | ------------------ | ----------- | ----------- | ----------- | ------ | ------ | ------ |
| 2018-2019       | Liverpool       | PL              | 0          | 0          | FACup+CdL       | 0               | 0               | UCL                | 0                  | 0                  |             | -           | -           | 0      | 0      |        |
| 2019-gen. 2020  | Liverpool       | PL              | 0          | 0          | FACup+CdL       | 1+2             | 0               | UCL                | 0                  | 0                  | CS+SU+Cmc   | 0           | 0           | 3      | 0      |        |
| gen.-giu. 2020  | Swansea City    | FLC             | 22         | 11         | FACup+CdL       | 0               | 0               |                    | -                  | -                  |             | -           | -           | 22     | 11     |        |
| ago. 2020       | Liverpool       | PL              | 0          | 0          | FACup+CdL       | 0               | 0               |                    | -                  | -                  | CS          | 1           | 0           | 1      | 0      |        |
| 2020-2021       | Sheffield Utd   | PL              | 27         | 0          | FACup+CdL       | 3+0             | 0               |                    | -                  | -                  |             | -           | -           | 30     | 0      |        |
| Totale carriera | Totale carriera | Totale carriera | 49         | 11         |                 | 6               | 0               |                    | 0                  | 0                  |             | 1           | 0           | 56     | 11     |        |

### Cronologia presenze e reti in nazionale
| Cronologia completa delle presenze e delle reti in nazionale ― Inghilterra under 21 | Cronologia completa delle presenze e delle reti in nazionale ― Inghilterra under 21 | Cronologia completa delle presenze e delle reti in nazionale ― Inghilterra under 21 | Cronologia completa delle presenze e delle reti in nazionale ― Inghilterra under 21 | Cronologia completa delle presenze e delle reti in nazionale ― Inghilterra under 21 | Cronologia completa delle presenze e delle reti in nazionale ― Inghilterra under 21 | Cronologia completa delle presenze e delle reti in nazionale ― Inghilterra under 21 | Cronologia completa delle presenze e delle reti in nazionale ― Inghilterra under 21 |
| Data                                                                                | Città                                                                               | In casa                                                                             | Risultato                                                                           | Ospiti                                                                              | Competizione                                                                        | Reti                                                                                | Note                                                                                |
| ----------------------------------------------------------------------------------- | ----------------------------------------------------------------------------------- | ----------------------------------------------------------------------------------- | ----------------------------------------------------------------------------------- | ----------------------------------------------------------------------------------- | ----------------------------------------------------------------------------------- | ----------------------------------------------------------------------------------- | ----------------------------------------------------------------------------------- |
| 6-9-2019                                                                            | Kocaeli                                                                             | Turchia under 21                                                                    | 2 – 3                                                                               | Inghilterra under 21                                                                | Europeo Under-21 2021                                                               | -                                                                                   | 79’                                                                                 |
| 9-9-2019                                                                            | Kingston upon Hull                                                                  | Inghilterra under 21                                                                | 2 – 0                                                                               | Kosovo under 21                                                                     | Europeo Under-21 2021                                                               | -                                                                                   | 76’                                                                                 |
| 11-10-2019                                                                          | Maribor                                                                             | Slovenia under 21                                                                   | 2 – 2                                                                               | Inghilterra under 21                                                                | Amichevole                                                                          | -                                                                                   | 46’                                                                                 |
| 15-10-2019                                                                          | Milton Keynes                                                                       | Inghilterra under 21                                                                | 5 – 1                                                                               | Austria under 21                                                                    | Europeo Under-21 2021                                                               | -                                                                                   | 61’                                                                                 |
| 15-11-2019                                                                          | Scutari                                                                             | Albania under 21                                                                    | 0 – 3                                                                               | Inghilterra under 21                                                                | Europeo Under-21 2021                                                               | -                                                                                   | 72’                                                                                 |
| 19-11-2019                                                                          | Doetinchem                                                                          | Paesi Bassi under 21                                                                | 2 – 1                                                                               | Inghilterra under 21                                                                | Amichevole                                                                          | -                                                                                   | 62’                                                                                 |
| 4-9-2020                                                                            | Pristina                                                                            | Kosovo under 21                                                                     | 0 – 6                                                                               | Inghilterra under 21                                                                | Europeo Under-21 2021                                                               | -                                                                                   | 73’                                                                                 |
| 8-9-2020                                                                            | Ried im Innkreis                                                                    | Austria under 21                                                                    | 1 – 2                                                                               | Inghilterra under 21                                                                | Europeo Under-21 2021                                                               | -                                                                                   | 81’                                                                                 |
| 13-11-2020                                                                          | Wolverhampton                                                                       | Inghilterra under 21                                                                | 3 – 1                                                                               | Andorra under 21                                                                    | Europeo Under-21 2021                                                               | -                                                                                   | 72’                                                                                 |
| 25-3-2021                                                                           | Capodistria                                                                         | Inghilterra under 21                                                                | 0 – 1                                                                               | Svizzera under 21                                                                   | Europeo Under-21 2021 - 1º turno                                                    | -                                                                                   | 76’                                                                                 |
| 28-3-2021                                                                           | Lubiana                                                                             | Portogallo under 21                                                                 | 2 – 0                                                                               | Inghilterra under 21                                                                | Europeo Under-21 2021 - 1º turno                                                    | -                                                                                   | 83’                                                                                 |
| 31-3-2021                                                                           | Capodistria                                                                         | Croazia under 21                                                                    | 1 – 2                                                                               | Inghilterra under 21                                                                | Europeo Under-21 2021 - 1º turno                                                    | -                                                                                   | 71’                                                                                 |
| Totale                                                                              |                                                                                     | Presenze                                                                            | 12                                                                                  |                                                                                     | Reti                                                                                | 0                                                                                   |                                                                                     |

| Cronologia completa delle presenze e delle reti in nazionale ― Inghilterra under 17 | Cronologia completa delle presenze e delle reti in nazionale ― Inghilterra under 17 | Cronologia completa delle presenze e delle reti in nazionale ― Inghilterra under 17 | Cronologia completa delle presenze e delle reti in nazionale ― Inghilterra under 17 | Cronologia completa delle presenze e delle reti in nazionale ― Inghilterra under 17 | Cronologia completa delle presenze e delle reti in nazionale ― Inghilterra under 17 | Cronologia completa delle presenze e delle reti in nazionale ― Inghilterra under 17 | Cronologia completa delle presenze e delle reti in nazionale ― Inghilterra under 17 |
| Data                                                                                | Città                                                                               | In casa                                                                             | Risultato                                                                           | Ospiti                                                                              | Competizione                                                                        | Reti                                                                                | Note                                                                                |
| ----------------------------------------------------------------------------------- | ----------------------------------------------------------------------------------- | ----------------------------------------------------------------------------------- | ----------------------------------------------------------------------------------- | ----------------------------------------------------------------------------------- | ----------------------------------------------------------------------------------- | ----------------------------------------------------------------------------------- | ----------------------------------------------------------------------------------- |
| 25-10-2016                                                                          | Buftea                                                                              | Inghilterra under 17                                                                | 2 – 0                                                                               | Azerbaigian under 17                                                                | Qual. Europeo Under-17 2017                                                         | -                                                                                   |                                                                                     |
| 30-10-2016                                                                          | Voluntari                                                                           | Austria under 17                                                                    | 2 – 3                                                                               | Inghilterra under 17                                                                | Qual. Europeo Under-17 2017                                                         | 1                                                                                   |                                                                                     |
| 23-3-2017                                                                           | Bijeljina                                                                           | Inghilterra under 17                                                                | 5 – 3                                                                               | Rep. Ceca under 17                                                                  | Qual. Europeo Under-17 2017                                                         | 2                                                                                   |                                                                                     |
| 25-3-2017                                                                           | Bijeljina                                                                           | Inghilterra under 17                                                                | 4 – 0                                                                               | Slovenia under 17                                                                   | Qual. Europeo Under-17 2017                                                         | -                                                                                   | 61’                                                                                 |
| 4-5-2017                                                                            | Velika Gorica                                                                       | Norvegia under 17                                                                   | 1 – 3                                                                               | Inghilterra under 17                                                                | Europeo Under-17 2017 - 1º turno                                                    | 2                                                                                   | 93’                                                                                 |
| 7-5-2017                                                                            | Zagabria                                                                            | Inghilterra under 17                                                                | 4 – 0                                                                               | Ucraina under 17                                                                    | Europeo Under-17 2017 - 1º turno                                                    | 1                                                                                   |                                                                                     |
| 10-5-2017                                                                           | Zaprešić                                                                            | Inghilterra under 17                                                                | 3 – 0                                                                               | Paesi Bassi under 17                                                                | Europeo Under-17 2017 - 1º turno                                                    | -                                                                                   | 56’                                                                                 |
| 13-5-2017                                                                           | Velika Gorica                                                                       | Inghilterra under 17                                                                | 1 – 0                                                                               | Irlanda under 17                                                                    | Europeo Under-17 2017 - 1º turno                                                    | -                                                                                   |                                                                                     |
| 16-5-2017                                                                           | Zaprešić                                                                            | Turchia under 17                                                                    | 1 – 2                                                                               | Inghilterra under 17                                                                | Europeo Under-17 2017 - Semifinale                                                  | -                                                                                   |                                                                                     |
| 19-5-2017                                                                           | Varaždin                                                                            | Spagna under 17                                                                     | 2 – 2 dts (4 – 1 dtr)                                                               | Inghilterra under 17                                                                | Europeo Under-17 2017 - Finale                                                      | -                                                                                   |                                                                                     |
| 8-10-2017                                                                           | Calcutta                                                                            | Cile under 17                                                                       | 0 – 4                                                                               | Inghilterra under 17                                                                | Mondiali Under-17 2017 - 1º turno                                                   | -                                                                                   |                                                                                     |
| 11-10-2017                                                                          | Calcutta                                                                            | Inghilterra under 17                                                                | 3 – 2                                                                               | Messico under 17                                                                    | Mondiali Under-17 2017 - 1º turno                                                   | 1                                                                                   |                                                                                     |
| 17-10-2017                                                                          | Calcutta                                                                            | Inghilterra under 17                                                                | 0 – 0 dts (5 – 3 dtr)                                                               | Giappone under 17                                                                   | Mondiali Under-17 2017 - Ottavi di finale                                           | -                                                                                   |                                                                                     |
| 21-10-2017                                                                          | Margao                                                                              | Stati Uniti under 17                                                                | 1 – 4                                                                               | Inghilterra under 17                                                                | Mondiali Under-17 2017 - Quarti di finale                                           | 3                                                                                   |                                                                                     |
| 25-10-2017                                                                          | Calcutta                                                                            | Brasile under 17                                                                    | 1 – 3                                                                               | Inghilterra under 17                                                                | Mondiali Under-17 2017 - Semifinale                                                 | 3                                                                                   |                                                                                     |
| 28-10-2017                                                                          | Calcutta                                                                            | Inghilterra under 17                                                                | 5 – 2                                                                               | Spagna under 17                                                                     | Mondiali Under-17 2017 - Finale                                                     | 1                                                                                   | 91’                                                                                 |
| Totale                                                                              |                                                                                     | Presenze                                                                            | 16                                                                                  |                                                                                     | Reti                                                                                | 14                                                                                  |                                                                                     |

## Palmarès

### Club
- UEFA Champions League: 1

Liverpool: 2018-2019
- Supercoppa UEFA: 1

Liverpool: 2019
- Coppa del mondo per club: 1

Liverpool: 2019

### Nazionale
- Campionato mondiale Under-17: 1

India 2017

### Individuale
- Capocannoniere del Campionato mondiale Under-17

2017 (8 gol)